# Avenida Beckhampton
La avenida Beckhampton fue una avenida curvada prehistórica flanqueada de piedras que corría, en líneas generales, al suroeste de Avebury, hacia las Longstones en la localidad de Beckhampton en el condado inglés de Wiltshire. Probablemente se remonta a finales del Neolítico y los comienzos de la Edad del Bronce.
Sólo una piedra, conocida como Eva, parte de las llamadas Longstones, ahora permanece en pie e incluso en los días de William Stukeley había poca evidencia visible de la avenida. Las otras piedras se rompieron, probablemente y se vendieron por los terratenientes locales en la era post-medieval. Las excavaciones de la Universidad de Southampton en 2000, sin embargo, revelaron filas paralelas de agujeros que habían alojado las piedras. Se descubrieron 120 m de la avenida e indicaron que la avenida consistía en una doble hilera de piedras colocadas a intervalos de 15 m en un patrón similar a los de la avenida Kennet. La teoría de Stukeley era que las dos avenidas formaban parte de una 'serpiente' gigante pagana a través del paisaje con la cabeza en El Santuario y también la incorporación de Avebury en sí mismo. La avenida podría, originalmente, haberse extendido más allá de las Longstones, con Eva siendo parte de la cove o alineamiento de piedras de las Longstones paralelo a este camino.
Antes de la construcción de la avenida el sitio albergaba un recinto con pasarelas del Neolítico.

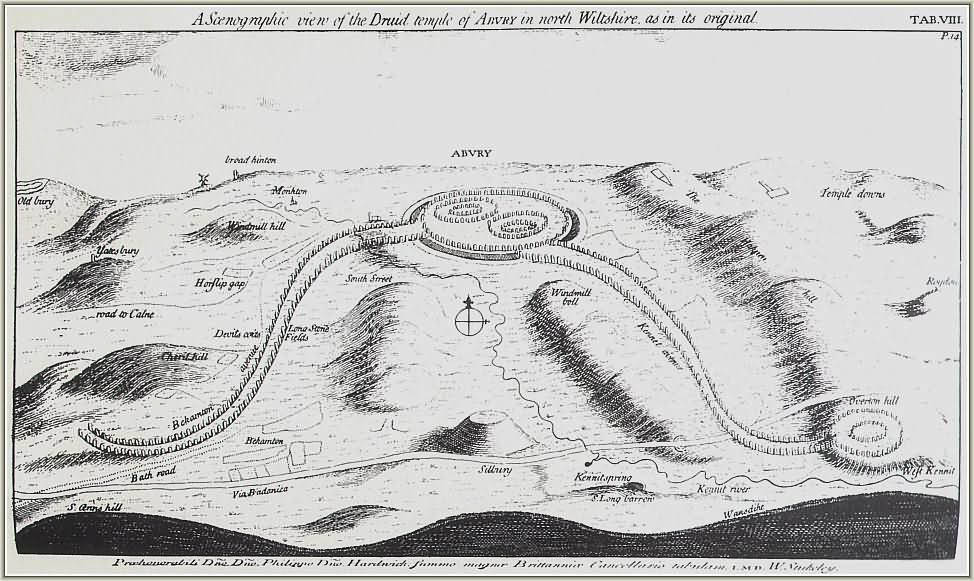
En el centro Avebury y partiendo hacia la derecha la Avenida Kennet que acaba en el Santuario y hacia la izquierda la Avenida Beckhampton. En la parte inferior central se ve Silbury Hill y a su derecha el túmulo alargado de West Kennet. Grabado de Stukeley, c. 1724.

## Patrimonio de la Humanidad
Los grupos de restos prehistóricos de Stonehenge, Avebury y sitios relacionados están en el condado inglés de Wiltshire. En 1986 fueron declarados Patrimonio de la Humanidad por la Unesco.